# انگلیسی میانه

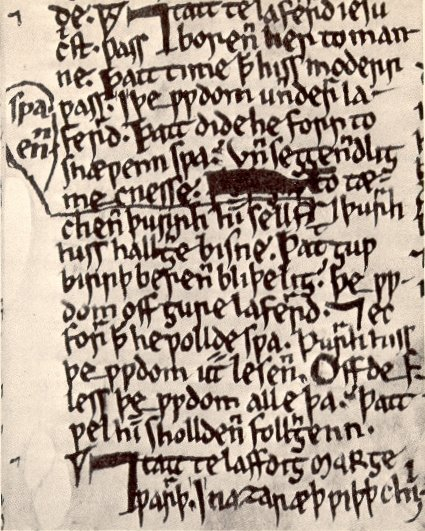
اورمولوم نمونه‌ای از متون انگلیسی میانه

انگلیسی میانه (به انگلیسی: Middle English) گویشی تاریخی از زبان انگلیسی است که در پی بروز انواع تغییرات اساسی و عمده‌ای که در ساختارهای زبان انگلیسی در زمانی بین سال‌های ۱۰۰۰ و ۱۲۰۰ میلادی صورت گرفت، از دل انگلیسی باستان بیرون آمد. غلبه نورمن‌ها که از اسکاندیناوی آمده بودند، رویدادی بود که از جنبهٔ سیاسی موجبات تسریع اینگونه تغییرات زبانی را فراهم می‌آورد.
در اوائل سدهٔ دهم میلادی، نورمن‌ها در شمال فرانسه ساکن شدند، پادشاهی قدرتمندی تشکیل داده، و تمدنی مبتنی بر زبان فرانسوی به وجود آوردند. در سال ۱۰۶۶ بود که آن‌ها به رهبری دوک ویلیام خود را به آن سوی کانال رسانیده و فرمانروایی انگلستان را هم به دست آوردند.
معمولاً تاریخ زبان انگلیسی را به سه دوره تقسیم می‌کنند:
- انگلیسی باستان از سده هفتم تا حدود ۱۱۰۰ م
- انگلیسی میانه از ۱۱۰۰ تا ۱۴۵۰ یا ۱۵۰۰
- انگلیسی مدرن از ۱۵۰۰ تا امروز

## تاریخ

### حمله نورمن‌ها به انگلستان
انگلیسی کهن یا باستان با دو دوره یورش روبرو شد. نخست از سوی سخنوران زبان‌های ژرمنی شمالی، در سدهٔ هشت و نه میلادی، هنگامی که هالفن رگناسن و ایوار رگناسن شناخته شده با نام ایوار بی‌استخوان تصمیم به گرفتن و استعمار منطقه‌های شمالی جزیره‌های بریتانیا گرفتند. بار دوم یورش از سوی سخنوران زبان‌های رومی بود. پس از حمله نورمن‌ها به انگلستان که در سال ۱۰۶۶ صورت گرفت، کم‌کم دگرگونی شگرفی در زبان پدید آمد. نورمن کهن در سدهٔ ۱۱ میلادی با یورش نورمن‌ها به انگلستان به زبان آنگلو-نورمن و پس از آن به آنگلو- فرنچ تغییر یافت و دستهٔ نویی از واژگان را وارد زبان کرد، واژگانی که در دولت و دادگاه‌ها کاربرد داشتند.
زبان فرانسوی به واسطهٔ حکومتِ نورمن‌ها زبانِ بزرگان و بلندپایگانِ جامعه، و انگلیسیِ کهن، زبانِ عوام و دونپایگان به‌شمار می‌رفت، زبان فرانسوی اثر چشمگیری بر انگلیسی گذاشت. تا پیش از سال ۱۲۵۰، تنها ۹۵۰ واژهٔ نو، بیشتر به دلیل ارتباط انگلیسی‌ها و فرانسوی‌ها، وارد زبان انگلیسی شد. اما ناگهان، چون فرانسویان شروع به یادگیری زبان انگلیسی نمودند و واژگانی از زبان خود را وارد زبان مقصد کردند، تعداد بی‌شماری واژه از زبان فرانسوی قرض گرفته شد؛ به گونه‌ای که اکنون یک سوم واژگان زبان انگلیسی، ریشهٔ فرانسوی دارند. گسترش دامنهٔ واژگان با کمک واژه‌های اسکاندیناویایی و نورمنی رویدادی بود که باعث ساده‌تر شدن دستور زبان انگلیسی شد و این زبان را به زبانی وام‌گیرنده تبدیل کرد.
گویش midland، از سدهٔ چهاردهم، یعنی زمانی که مناطق زیر پوشش این گویش، به مراکز توسعهٔ دانشگاهی، پیشرفت اقتصادی و زندگی اشرافی در انگلستان تبدیل شد، جای خود را به عنوان مهم‌ترین گویش در این دوران، باز کرد و میدلند شرقی گویش مسلط شهر لندن شد. یکی از عواملی که موجب برتری مطلق این گویش شد؛ به گونه‌ای که انگلیسی امروزی، تقریباً شکل تکامل یافتهٔ میدلند شرقی است، نفوذ این گویش به دستگاه‌های حکومتی و مکاتبه‌های دولتی است.
از نوشته‌های پرآوازهٔ دوران انگلیسی میانه می‌توان به حکایت‌های کنتربری از جفری چاوسر اشاره کرد.
آخرین پادشاه آن‌ها در نبرد هستینگز از ویلیام یکم که رهبر اقوام نورماندی از شمال فرانسه بود، شکست خورد. ویلیام یکم، دوک نرماندی، در سال 1066 به انگلستان و آنگلوساکسون‌ها حمله و آنجا را تسخیر کرد. ویلیام و جانشینان او 300 سال بر انگلستان حکومت کردند و در این مدت زبان رسمی و حکومتی را به فرانسه تغییر داده بودند. این زبان که آنگلو-نورمن نامیده می‌شد نتوانست در بین مردم انگلستان راهی پیدا کند. تیول‌داران جدید به گویشی از فرانسوی قدیم، با عنوان آنگلونرمان (Anglo-Norman)، صحبت می‌کردند. نرمان‌ها نیز از نیای ژرمنی بودند (Norman از Norseman می‌آید) و آنگلو-نرمان گویشی فرانسوی بود که علاوه‌بر ریشه‌های اصلی لاتینش، تاثیرات زیادی از ژرمنی پذیرفته بود. اما به هرحال کلمات نسبتا زیادی از فرانسه به زبان انگلیسی راه پیدا کرد. نفوذ این کلمات به‌خصوص در حوزه‌های قوانین و حکمرانی پررنگ‌تر بود. کلماتی چون prison، castle، prince، court، army، soldier ریشه فرانسوی دارند و در حوزه های هنر و علم نیز در طول این تاریخ، کلماتی چون romance، tragedy، surgery و anatomy به فرهنگ لغت انگلیسی اضافه گردید. دوره سلطه پادشاهان نرماندی تا تاریخ 1204 میلادی ادامه داشت ولی با استقلال انگلستان از نرماندی زبان فرانسوی به‌تدریج از این کشور محو گردید و در حدود سال‌های 1300 از زبان فرانسوی دیگر به‌جای نمانده بود. انگلیسی میانه کم‌کم به انگلیسی امروزی نزدیک‌تر می‌گردید. انگلیسی میانه حروف صدا دار متفاوت، نحوه صرف افعال پیچیده‌تری از انگلیسی امروزی داشته است و در عوض ساختار جملات آن ساده‌تر بوده است. با وجود این تغییرات یک خواننده امروزی با کمی سختی و مراجعه به کتب مرجع می‌تواند منظومه بلند جفری چاسر به نام حکایات کانتربری را که در حدود 700 سال پیش نوشته شده، بخواند.
در سال 1204، جان پادشاه انگلستان، استان نرماندی را به شاه فرانسه باخت. این شروع جریانی بود که طی آن نوادگان نرمان در انگلستان شدیداً از عموزاده‌های فرانسوی‌شان دور شدند. حدود 150 سال بعد، مرگ سیاه (طاعون) (1349-50) حدود یک سوم جمعیت انگلیسی را از بین برد. در سال‌های بعد، اهمیت اقتصادی و اجتماعی طبقات کارگر و بازرگان رشد یافت و از رشد جمعیت آنگلو-نرمان بیشتر شد. ترکیب این دو زبان به عنوان انگلیسی میانه شناخته می‌شود. تا سال 1362، تقسیم زبان‌شناختی بین اشراف و عوام تا حدود زیادی برچیده شده بود. در این سال، اساسنامه‌ی لوایح به تصویب رسید، که طی آن زبان انگلیسی به زبان دادگاه‌ها تبدیل شد و این شروعی برای استفاده از آن در پارلمان بود.
زبان فرانسوی اثر چشمگیری بر انگلیسی گذاشت به گونه‌ای که اکنون حدود یک سوم واژگان زبان انگلیسی، ریشه فرانسوی دارند. گسترش دامنه واژگان با کمک واژه‌های اسکاندیناویایی و نورمنی رویدادی بود که باعث ساده‌تر شدن دستور زبان انگلیسی شد. طی این مدت زبان انگلیسی بسیار تغییر کرده بود چون به مدت ۳۰۰ سال این زبان نوشته نشده بود و فقط بصورت گفتاری از آن استفاده میشد. ولی اکنون زبان انگلیسی باستان دوباره مورد استفاده قرار میگرفت با این تفاوت که اینبار تعداد زیادی لغت فرانسوی وارد آن شده بود. به این زبان انگلیسی میانه گفته می‌شود. در زمان تسلط فرانسوی زبانها بر انگلستان، طبقه اجتماعی پایینتر که انگلیسی زبان بودند، برای فرانسویها آشپزی میکردند بهمین دلیل نام حیوانات اهلی به زبان انگلیسی است ox, cow, calf, sheep, swine, deer ولی نام گوشت پخته شده آنها بزبان فرانسویست beef, veal, mutton, pork, bacon, venison.